# V2291 Ophiuchi
V2291 Ophiuchi eller HR 6902, är en dubbelstjärna belägen i den norra delen av stjärnbilden Ormbäraren. Den har en skenbar magnitud av ca 5,64 och är svagt synlig för blotta ögat där ljusföroreningar ej förekommer. Baserat på parallaxmätning inom Hipparcosuppdraget på ca 4,14 mas, beräknas den befinna sig på ett avstånd på ca 790 ljusår (240 parsek) från solen. Den rör sig närmare solen med en heliocentrisk radialhastighet på ca -19 km/s.

## Egenskaper
Primärstjärnan V2291 Ophiuchi A är en orange till gul ljusstark jättestjärna i huvudserien av spektralklass G9 IIb. Den har en massa som är lika med ca 3,9 solmassor, en radie som är ca 33 solradier och utsänder energi från dess fotosfär motsvarande ca 562 gånger solen vid en effektiv temperatur av ca 4 900 K.
Följeslagaren V2291 Ophiuchi B är en blå stjärna i huvudserien av spektralklass B9 V. Den har en massa som är lika med ca 3 solmassor, en radie som är ca 3 solradier och utsänder energi från dess fotosfär motsvarande ca 146 gånger solen vid en effektiv temperatur av ca 11 600 K.

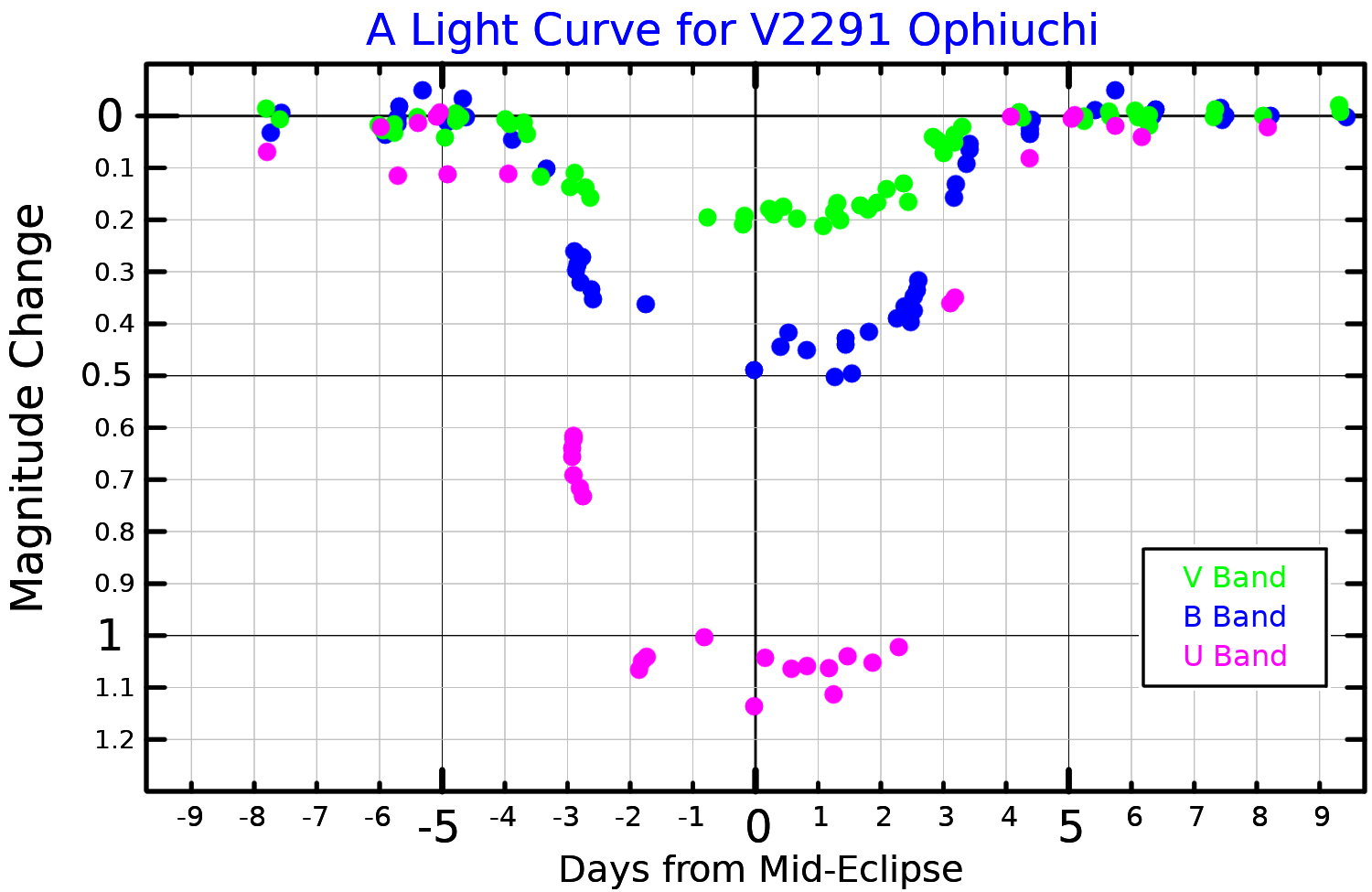
Ljuskurva i synliga, blåa och ultravioletta banden från en förmörkelse av V2291 Ophiuchi, plottad från Griffin et al. (1995)

Stjärnorna, som bildar en förmörkelsevariabel av Zeta Aurigae-typ, cirkulerar kring varandra med en period av 1,055 år och en excentricitet på 0,311